# Jaźwin (majątek)
Jaźwin – majątek w powiecie mohylewskim (obecnie na Białorusi) opisany przez Romana Aftanazego w Dziejach rezydencji na dawnych kresach Rzeczypospolitej. Na mapie załączonej do tego tomu nie ma Jaźwina. Obecnie nie istnieje miejscowość o takiej lub podobnej nazwie w pobliżu Mohylewa.

## Historia
Po II rozbiorze Polski w 1793 roku dobra te, wcześniej należące do  Rzeczypospolitej, znalazły się na terenie Imperium Rosyjskiego. Wchodziły w skład rozległego klucza należącego do Sapiehów. W XIX wieku Jaźwin zakupili Nitosławscy, którzy byli właścicielami majątku do końca I wojny światowej.

## Dawny dwór
W Jaźwinie znajdował się okazały dwór klasycystyczny. Historia jego powstania nie jest znana. Był to dwukondygnacyjny (w części środkowej) budynek o jedenasoosiowej elewacji. Część piętrowa była trzyosiowa, przylegał do niej portyk o czterech kolumnach w wielkim porządku podpierających balkon na I piętrze i trójkątny szczyt. Dwór znany jest z jednego zdjęcia wykonanego około 1914 roku i opublikowanego przez Aftanazego.